# Compagnie du Chemin de Fer de Rosario à Puerto Belgrano
Die Compagnie du Chemin de Fer de Rosario à Puerto Belgrano, englisch: Rosario and Puerto Belgrano Railway, spanisch: Ferrocarril Rosario a Puerto Belgrano (FCRPB), war ein französisches Unternehmen mit Hauptsitz in Paris, das von 1911 bis 1948 die Eisenbahnstrecke von Rosario südlich nach Puerto Belgrano, in der Nähe der Stadt Bahía Blanca in der Provinz Buenos Aires in Argentinien betrieb.

## Geschichte

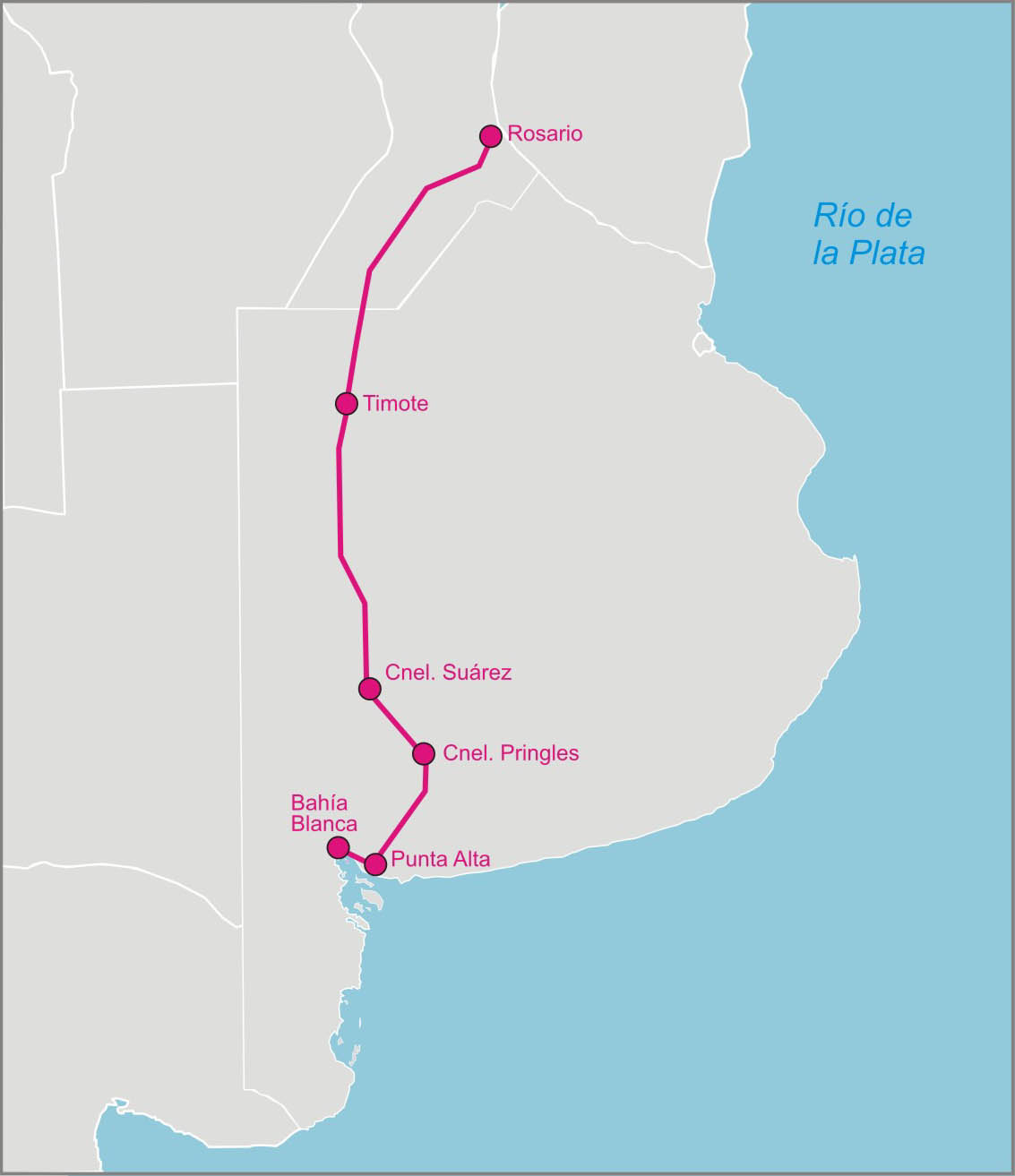
Streckenkarte

Die französische Gesellschaft erhielt im Dezember 1906 die Konzession zum Bau und Betrieb der Eisenbahnstrecke, mit der Auflage am neuen Hafen von Puerto Belgrano ein Dock zu bauen. Heute befindet sich hier der größte Marinestützpunkt der argentinischen Marine. Das Unternehmen richtete 1909 seinen argentinischen Hauptsitz in Rosario ein. Auch ein Lokomotivdepot und die Hauptwerkstätte wurden hier errichtet.
Die Linie begann in Rosario und verlief über Timote, Coronel Suárez und Coronel Pringles bis Punta Alta und dann weiter zum Hafen Puerto Belgrano. Provisorisch wurde die Strecke am 17. Oktober 1911 in Betrieb genommen. Die offizielle Eröffnung der 793 km langen eingleisigen Strecke in 1676 mm Breitspur war am 1. Januar 1912.
Später wurde eine Abzweigung von Punta Alta nach Bahía Blanca gebaut, die am 2. März 1922 eröffnet wurde.
In der Regierungszeit von Juan Perón wurden alle Eisenbahngesellschaften des Landes verstaatlicht. Am 1. März 1948 wurden dazu die argentinischen Staatsbahnen Ferrocarriles Argentinos gegründet, die in sechs eigenständige Direktionen untergliedert wurden. Der nördliche Teil der Strecke von Rosario bis zum Bahnhof Ingeniero Beaugey kam zur Ferrocarril General Bartolomé Mitre (FCGBM) und der südliche Teil bis Bahía Blanca zur Ferrocarril General Roca (FCGR).

## Fahrzeuge

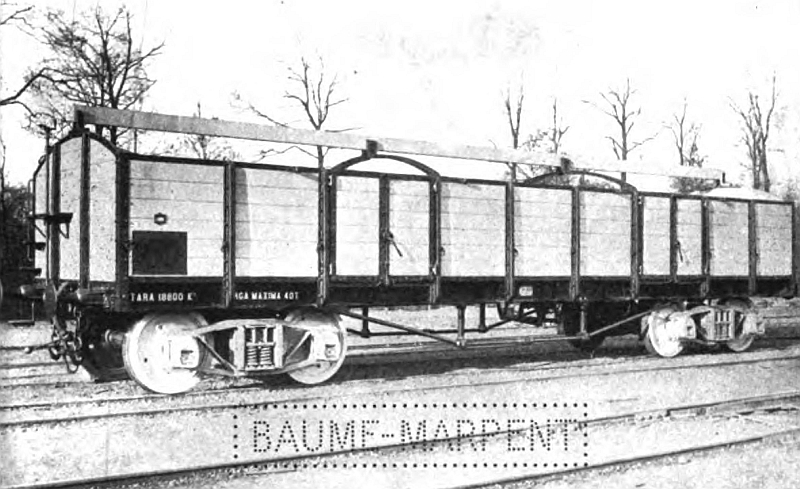
Ein 1909 gebauter Güterwagen

Die meisten Dampflokomotiven ließ das Unternehmen bei Fives-Lille in Paris, sowie bei Borsig und Schwartzkopff in Berlin bauen. Wagen wurden größtenteils bei Baume & Marpent in Belgien und der Société Anonyme de Travaux Dyle et Bacalan bestellt.
1917 verfügte die Gesellschaft über 45 Dampflokomotiven, 24 Personenwagen (davon 4 Schlafwagen) und rund 1100 Güterwagen. Der Bestand blieb über die Jahre ziemlich konstant. So waren 1936 46 Lokomotiven, 34 Personen- und 1185 Güterwagen vorhanden.